# Florence Hedges
Pour les articles homonymes, voir Hedges.
Florence Hedges, née le 24 août 1878 à Lansing dans le Michigan, aux États-Unis, et morte le 17 décembre 1956 à San Francisco en Californie, aux États-Unis est une phytopathologiste et botaniste américaine pionnière du Bureau de l'industrie végétale du ministère de l'Agriculture des États-Unis.

## Vie et carrière
Florence Hedges est née à Lansing, dans le Michigan. Elle est diplômée de l'Université du Michigan en 1901. La plupart de ses travaux de recherches portent sur les maladies des plantes induites par les bactéries. Charlotte Elliot, Hellie A. Brown, Edith Cash, Mary Katharine Bryan, Anna Jenkins, Lucia McCulloch, Pearle Smith et Angie Beckwith ont travaillé avec elle lorsqu'elle est chercheuse au Bureau de l'industrie végétale du ministère de l'Agriculture des États-Unis,.
Avec le phytopathologiste Erwin Frink Smith, elle a également traduit la biographie de Louis Pasteur par Émile Duclaux en 1896.
Elle décède à San Francisco, en Californie le 17 décembre 1956 à l'âge de 78 ans.

## Publications

### Articles scientifiques
- (en) « Scientific Journals and Articles »,  Science, vol. 30, no 758,‎ 9 juillet 1909, p. 60–60 (ISSN 0036-8075 et 1095-9203, DOI 10.1126/science.30.758.60-a, lire en ligne, consulté le 26 mars 2025)
- (en) Florence Hedges, « A Bacterial Wilt of the Bean Caused by Bacterium flaccumfaciens Nov. Sp. »,  Science, vol. 55, no 1425,‎ 21 avril 1922, p. 433–434 (ISSN 0036-8075 et 1095-9203, DOI 10.1126/science.55.1425.433, lire en ligne, consulté le 26 mars 2025)
- (en) Florence Hedges, « Bacterial Pustule of Soy Bean »,  Science, vol. 56, no 1439,‎ 28 juillet 1922, p. 111–112 (ISSN 0036-8075 et 1095-9203, DOI 10.1126/science.56.1439.111, lire en ligne, consulté le 26 mars 2025)

### Traduction
- (en) L. R. Jones, « Pasteur, The History of a Mind . By Emile Duclaux. Translation by Erwin F. Smith and Florence Hedges. »,  Science, vol. 52, no 1331,‎ 2 juillet 1920, p. 15–17 (ISSN 0036-8075 et 1095-9203, DOI 10.1126/science.52.1331.15.c, lire en ligne, consulté le 26 mars 2025)